# ملفين بليس
ملفين بليس (بالإنجليزية: Melvin Bliss)‏ هو موسيقي أمريكي، ولد في 1 يونيو 1935، وتوفي في 26 يوليو 2010 بسبب نوبة قلبية.

## وصلات خارجية
- ملفين بليس على موقع ميوزك برينز (الإنجليزية)
- ملفين بليس على موقع أول ميوزيك (الإنجليزية)
- ملفين بليس على موقع ديسكوغز (الإنجليزية)